# Skałka (Sainte-Croix)
Pour l’article homonyme, voir Skałka.
Skałka est une localité polonaise de la gmina de Piekoszów, située dans le powiat de Kielce en voïvodie de Sainte-Croix.